# 내무부 (조선)
내무부(內務府)는 조선 후기에 궁궐 안내 설치된 정1품 관청이다. 통리군국사무아문(統理軍國事務衙門, 내아문)의 후신으로, 궁궐 내부의 사무와 외교 업무에 관한 기밀 사무를 담당하였다.

## 역사
1885년(고종 22년) 5월 25일에 고종의 명령으로 설치되었다. 경복궁 근정전 동쪽 행랑에 청사가 마련되었으며, 6월 24일부터 업무를 시작하였다. 기존의 의정부 업무 일부를 이관 받아 약 10년간 관련 업무를 수행하였으며, 갑오개혁 과정이었던 1894년(고종 31년) 7월 18일에 공식 폐지되어 내무아문(內務衙門)으로 업무를 이관하였다.

## 구성
- 직제국(職制局)
- 수문국(修文局)
- 지리국(地理局)
- 농무국(農務局)
- 군무국(軍務局)
- 사헌국(司憲局)
- 공작국(工作局)

## 관직
- 정1품, 총리내무부사(總理內務府事)
- 1품, 독판(督辦) : 독판내무부사(督辦內務府事)
- 2품, 협판(協辦) : 협판내무부사(協辦內務府事)
- 3품 당상관, 참의(參議) : 참의내무부사(參議內務府事), 내무부참의사(內務府參議事)
- 6품 이상 당하관, 주사(主事) : 낭청(郎廳)
- 6품 이하 당하관, 부주사(副主事)
- 기타 서리(書吏), 장무서리(掌務書吏), 대청직(大廳直), 도례(徒隷), 문서직(文書直), 군사(軍士) 등

## 같이 보기
- 의정부
- 내무아문
- 통리군국사무아문
- 통리기무아문